# Rasputin (canção)
"Rasputin" é uma canção do grupo alemão de música disco/euro disco Boney M., lançada em 28 de agosto de 1978 como o segundo single de seu terceiro álbum de estúdio, Nightflight to Venus (1978). Escrita pelo criador do grupo Frank Farian, junto com George Reyam e Fred Jay, é uma música sobre Grigori Rasputin, amigo e conselheiro do czar Nicolau II da Rússia e sua família durante o início do século XX. A canção descreve Rasputin como um playboy, curandeiro místico e manipulador político.
O jornalista do AllMusic, Donald A. Guarisco, descreveu-o como "uma homenagem à lendária figura histórica russa que usa balalaikas para criar seu gancho de guitarra rítmica texturizado". Sua melodia foi comparada à da canção tradicional turca "Kâtibim", mas a banda negou qualquer semelhança. No final de janeiro de 2021, quase 43 anos desde que foi lançada como single, a música se tornou viral no TikTok, também aparecendo na lista de reprodução "Viral Hits" do Spotify. A dança que acompanha se originou do videogame de 2010, Just Dance 2.
A canção foi tocada por várias outras bandas em estilos musicais variados. A banda finlandesa Turisas gravou uma versão folk metal, enquanto a banda americana Boiled in Lead fez um cover como uma canção folk punk.

## Desempenho nas tabelas musicais
| Tabela musical (1978 - 1979)          | Melhor posição |
| ------------------------------------- | -------------- |
| Argentina                             | 2              |
| Austrália (Kent Music Report)         | 1              |
| Áustria (Ö3 Austria Top 75)           | 1              |
| Bélgica (Ultratop 50 de Flandres)     | 1              |
| Canadá (RPM Top Singles)              | 7              |
| Alemanha (Offizielle Deutsche Charts) | 1              |
| Irlanda (IRMA)                        | 3              |
| Países Baixos (Dutch Top 40)          | 8              |
| Países Baixos (Single Top 100)        | 5              |
| Nova Zelândia (Recorded Music NZ)     | 4              |
| Noruega (VG-lista)                    | 10             |
| Espanha (AFE)                         | 2              |
| Suíça (Schweizer Hitparade)           | 2              |
| Reino Unido (UK Singles Chart)        | 2              |

## Versão de Turisas
A banda finlandesa de folk metal Turisas gravou um cover de Rasputin, lançado em 21 de setembro de 2007 pela Century Media. A banda tocou o cover ao vivo por alguns anos e finalmente decidiu gravar uma versão em estúdio por causa do feedback positivo dos fãs. Um videoclipe foi filmado também.

### Lista de Faixas
1. "Rasputin" - 3:56
2. "Battle Metal" - 4:23